# Філанк
Філанк (нім. Vielank) — громада в Німеччині, розташована в землі Мекленбург-Передня Померанія. Входить до складу району Людвігслуст-Пархім. Складова частина об'єднання громад Деміц-Малліс.
Площа — 77,38 км2. Населення становить 1262 ос. (станом на 31 грудня 2020).